# Sant Ramon de Mont-roig del Camp
Sant Ramon de Mont-roig del Camp és una església de Mont-roig del Camp (Baix Camp) inclosa a l'Inventari del Patrimoni Arquitectònic de Catalunya.

## Descripció
Petita capella de planta quadrada situada dalt d'una roca, al punt més elevat d'un turó i amb la façana principal de cara el mar. Va ser construïda per primera vegada al 1826 per tal de guiar als mariners, però va ser restaurada al 1902. Tota ella presenta murs arrebossats emblanquinats i és molt senzilla igual que el seu interior; aquest també de parets blanques, mostra tres escultures de sants sobre un petit altar.